# Golinda
Golinda é uma cidade localizada no estado norte-americano de Texas, no Condado de Falls e Condado de McLennan.

## Demografia
Segundo o censo norte-americano de 2000, a sua população era de 423 habitantes.
Em 2006, foi estimada uma população de 408, um decréscimo de 15 (-3.5%).

## Geografia
De acordo com o United States Census Bureau tem uma área de
10,8 km², dos quais 10,8 km² cobertos por terra e 0,0 km² cobertos por água.

## Localidades na vizinhança
O diagrama seguinte representa as localidades num raio de 20 km ao redor de Golinda.